# 김동훈 (자전거 경기 선수)
김동훈(1986년 9월 12일 ~ )은 대한민국의 자전거 경기 선수이다.